# 836
| [ Edytuj tabelę ]          |                                                          |
| Król Anglii                | - 825 Egbert 839                                         |
| Hrabia Aragonii            | - 809 Aznar I 839                                        |
| Król Asturii               | - 791 Alfons II 842                                      |
| Hrabia Barcelony           | - 836 Bernard 844                                        |
| Cesarz Bizancjum           | - 829 Teofil 842                                         |
| Chan Bułgarii              | - 831 Małamir 836 - 836 Presjan 852                      |
| Cesarz Chin                | - 826 Tang Wenzong 840                                   |
| Król Franków wschodnich    | - 814 Ludwik I Pobożny 840                               |
| Cesarz Japonii             | - 833 Ninmyō 850                                         |
| Kalif                      | - 833 Al-Mutasim 842                                     |
| Król Khmerów               | - 802 Dżajawarman II 850                                 |
| Patriarcha Konstantynopola | - 821 Antoni I Kassimates 836 - 836 Jan VII Gramatyk 843 |
| Król Mercji                | - 830 Wiglaf 840                                         |
| Król Nawarry               | - 824 Inigo Arista 851                                   |
| Król Nortumbrii            | - 808 Eanred 840                                         |
| Książę Obodrzyców          | - 826 Gostomysł 844                                      |
| Papież                     | - 827 Grzegorz IV 844                                    |
| Cesarz rzymski             | - 814 Ludwik I Pobożny 840 - 817 Lotar I 855             |
| Doża Wenecji               | - 829 Giovanni I Partecipazio 837                        |
| Książę wielkomorawski      | - 820 Mojmir I 846                                       |

Rok 836 / DCCCXXXVI
stulecia: VIII wiek ~
IX wiek ~
X wiek

lata: 826 «
831 «
832 «
833 «
834 «
835 «
836
» 837
» 838
» 839
» 840
» 841
» 846

## Wydarzenia
- Europa
- 11 grudnia – poświęcono kościół św. Kastora w Koblencji.
- Presjan został chanem bułgarskim

## Urodzili się
- Daguang Juhui – chiński mistrz chan z tradycji południowej szkoły chan (zm. 903)

## Zmarli
- Antoni I Kassimates, patriarcha Konstantynopola